# Чанел Лејк (Илиноис)
Чанел Лејк (енгл. Channel Lake) насељено је место без административног статуса у америчкој савезној држави Илиноис.

## Демографија
По попису из 2010. године број становника је 1.664, што је 121 (-6,8%) становника мање него 2000. године.
| Група             | 2000.         | 2010.         |
| Белци             | 1.699 (95,2%) | 1.519 (91,3%) |
| Афроамериканци    | 4 (0,2%)      | 5 (0,3%)      |
| Азијати           | 13 (0,7%)     | 9 (0,5%)      |
| Хиспаноамериканци | 33 (1,8%)     | 99 (5,9%)     |
| Укупно            | 1.785         | 1.664         |